# Понт-ан-Руайан
Понт-ан-Руайан (фр. Pont-en-Royans) — коммуна во Франции, находится в регионе Рона — Альпы. Департамент коммуны — Изер. Входит в состав кантона Сюд Грезиводан. Округ коммуны — Гренобль.
Код INSEE коммуны — 38319. Население коммуны на 2012 год составляло 803 человека. Населённый пункт находится на высоте от 183  до 788  метров над уровнем моря. Муниципалитет расположен на расстоянии около 480 км юго-восточнее Парижа, 90 км юго-восточнее Лиона, 34 км юго-западнее Гренобля. Мэр коммуны — Бернар Грендатто, мандат действует на протяжении 2014—2020 гг.
Динамика населения (INSEE):

## Города-побратимы
- Бассиано, Италия (1985)